# 信太山自衛隊差別事件
信太山自衛隊差別事件（しのだやまじえいたいさべつじけん）は、大阪府和泉市の陸上自衛隊信太山連隊で和歌山県の被差別部落出身の陸曹が差別を受けた事件。信太山事件ともいう。1964年に発覚し、「部落民に印を付けろ」「犬、猫、臭い、人間じゃない」などの差別発言が、半年間に60回に及んだ。富士自衛隊差別事件と共に、自衛隊内での部落差別が問題となった。

## 主要な部落差別事件一覧
- 狭山事件
- 福岡連隊差別事件
- 高松差別裁判
- 相馬が原事件
- 富士自衛隊差別事件
- 徳島自衛隊内差別事件